# Bataille de Denain, 24 juillet 1712
La Bataille de Denain, 24 juillet 1712 est un tableau de Jean Alaux, peint en 1839. Il s'agit de l'une des œuvres visibles dans la galerie des Batailles, au château de Versailles, en France.

## Description
La Bataille de Denain est une huile sur toile, de 4,65 m de haut sur 5,43 m de long. La peinture représente un épisode de la bataille de Denain de 1712, pendant la guerre de succession espagnole.

## Localisation
L'œuvre est située dans la galerie des Batailles, dans le château de Versailles. Les toiles de la galerie étant disposées par ordre chronologique, elle est placée entre celles représentant la bataille de Villaviciosa (1710) et la bataille de Fontenoy (1745).

## Historique
En 1833, le roi Louis-Philippe, au pouvoir depuis 3 ans, décide de convertir le château de Versailles en musée historique de la France. La galerie des Batailles est inaugurée en 1837. 33 toiles monumentales y sont disposées, dépeignant des épisodes militaires de l'histoire de France.
Jean Alaux peint la toile en 1839.

## Artiste
Jean Alaux (1786-1864) est un peintre français.